# Mi Plan Tour
«Mi Plan Tour» — четвертий концертний тур канадсько-португальської співачки Неллі Фуртадо, проведений до альбому «Mi Plan».

## Історія
Про тур було оголошено 5 січня 2010 року на офіційному сайті співачки. Перед туром Фуртаду просила прихильників допомогти їй обрати пісні, які б вони хотіли почути під час туру.
Концерт у Сантьяго був одним з перших після землетрусу в Чилі 2010 року, який відбувся за три тижні до цього. Неллі Фуртаду пожертвувала 5 % доходу від концерту людям, які постраждали під час стихійного лиха.

## Списки комопзицій
1. «Maneater»
2. «Força»
3. «Bajo Otra Luz»
4. «...On the Radio (Remember the Days)»
5. «I'm like a Bird»
6. Medley I:
  1. «My Love Grows Deeper (Part 1)»
  2. «I Will Make U Cry»
  3. «Legend»
  4. «Baby Girl»
  5. «Party's Just Begun (Again)»
7. «Más»
8. «Try»
9. «Feliz Cumpleaños» / «Sozinho» (тільки в Бразилії)
10. Medley II:
  1. «Fotografía»
  2. «Te Busqué»
  3. «Sexy Movimiento (Remix)»
  4. «No Hay Igual»
11. «Fuerte»
12. «Turn Off the Light»
13. «All Good Things (Come to an End)»
14. «Powerless (Say What You Want)» (містить витримки з «Land of Confusion»)
15. «Manos al Aire»
16. «Do It»
17. Medley III: «Give It to Me» / «Morning After Dark» / «Jump»

Виконання на біс:
1. «Who Wants to Be Alone»
2. «Say It Right»

Reventon Super Estrella 2010
1. «Manos al Aire»
2. «Bajo Otra Luz»
3. «Fuerte»
4. Medley I:
  1. «Fotografía»
  2. «Te Busqué»
  3. «Sexy Movimiento (Remix)»
  4. «No Hay Igual»
5. «Más»

Варшавський фестиваль Orange / Ravinia Festival
1. «Maneater»
2. «Força»
3. «Bajo Otra Luz»
4. «I'm like a Bird»
5. Medley I:
  1. «My Love Grows Deeper (Part 1)»
  2. «I Will Make U Cry»
  3. «Legend»
  4. «Baby Girl»
  5. «Party's Just Begun (Again)»
6. «Más»
7. «Try»
8. «Girlfriend in the City»
9. «Fuerte»
10. «Turn Off the Light»
11. «All Good Things (Come to an End)»
12. «Night Is Young»
13. «Powerless (Say What You Want)» (містить витримки з «Land of Confusion»)
14. «Manos al Aire»
15. «Do It»
16. Medley III: «Give It to Me» / «Morning After Dark» / «Hot N' Fun» / «Jump»

Виконання на біс:
1. «Who Wants to Be Alone»
2. «Say It Right»

Terra Music Fest / Noche de estrellas de Fidelity
1. «Bajo Otra Luz»
2. «Turn Off the Light»
3. «Más»
4. «Be OK»
5. «Fuerte»
6. Medley I:
  1. «Fotografía»
  2. «Te Busqué»
  3. «Sexy Movimiento (Remix)»
  4. «No Hay Igual»
7. «Night Is Young»
8. «Say It Right»

Encore:
1. «Manos al Aire»

## Дати та місця проведення концертів
| Дата              | Місто          | Країна      |
| ----------------- | -------------- | ----------- |
| North America     |                |             |
| 13 березня 2010   | Сапопан        | Мексика     |
| 16 березня 2010   | Мехіко         | Мексика     |
| Південна Америка  |                |             |
| 18 березня 2010   | Каракас        | Венесуела   |
| 20 березня 2010   | Салінас        | Еквадор     |
| 22 березня 2010   | Сантьяго       | Чилі        |
| 23 березня 2010   | Буенос-Айрес   | Аргентина   |
| 25 березня 2010   | Порту-Алегрі   | Бразилія    |
| 27 березня 2010   | Сан-Паулу      | Бразилія    |
| 28 березня 2010   | Ріо-де-Жанейро | Бразилія    |
| Північна Америка  |                |             |
| 24 липня 2010     | Лос-Анджелес   | США         |
| Європа            |                |             |
| 29 серпня 2010    | Варшава        | Польща      |
| Північна Америка  |                |             |
| 3 вересня 2010    | Гайленд-Парк   | США         |
| 3 жовтня 2010     | Лос-Анджелес   | США         |
| 22 жовтня 2010    | Сан-Хуан       | Пуерто-Рико |
| Азія              |                |             |
| 26 листопада 2010 | Абу-Дабі       | ОАЕ         |